# Lacul Iezer, Munții Rodnei
Lacul Iezer este un lac glaciar. Este localizat în munții Rodnei, sub vârful Pietrosu, la o altitudine de 1.825 m. Are suprafața de 3450 mp, adâncimea maximă de 2,5 m și lungimea de 84 m. Face parte din rezervația naturală ˝Pietrosu Mare˝. Lângă lac se găsește stația meteo „Pietrosu”.